# Південно-Африканська Республіка на літніх Олімпійських іграх 1908
Півде́нна А́фрика вдруге у своїй історії брала участь у IV літніх Олімпійських іграх в Лондоні (Велика Британія).
14 спортсменів змагались у 4 видах спорту і вибороли для країни дві перші олімпійські медалі: золоту та срібну.

## Золото
- Легка атлетика, чоловіки, 100 метрів — Реджинальд Волкер.

## Срібло
- Легка атлетика, чоловіки, марафон — Чарльз Хеферон.